# Um Salto para a Vida
Um Salto para a Vida (em italiano:  Il viale della speranza) é um filme italiano de 1953, do gênero drama, dirigido por Dino Risi.

## Elenco
- Marcello Mastroianni .... Mario
- Nerio Bernardi .... Franci
- Liliana Bonfatti .... Giuditta
- Maria-Pia Casilio ... Concettine
- Pietro De Vico .... Tonio
- Cosetta Greco .... Luisa
- Gisella Monaldi .... Titina
- Piera Simoni .... Franca
- Terence Hill